# Çayboğazı-Talsperre
Die Çayboğazı-Talsperre (türkisch Çayboğazı Barajı) befindet sich im Hinterland der Mittelmeerküste in der südtürkischen Provinz Antalya.
Die Çayboğazı-Talsperre wurde in den Jahren 1996–2000 am Çayboğazı Çayı 30 km südwestlich der Kreisstadt Elmalı errichtet. Sie dient der Bewässerung einer Fläche von 13.848 ha.
Das Absperrbauwerk ist ein 79 m (über der Talsohle) hoher Erdschüttdamm mit Lehmkern. Das Dammvolumen beträgt 10.667.000 m³.
Der Stausee bedeckt eine Fläche von 2,25 km² und verfügt über ein Speichervolumen von 56 Mio. m³.